# NGC 115
NGC 115 è una galassia a spirale barrata situata nella costellazione dello Scultore.
La galassia è stata scoperta il 25 settembre 1834 dall'astronomo britannico John Herschel.
La sua distanza dal nostro sistema solare è stimata in 85 milioni di anni luce. Ha un diametro di circa 50.000 anni luce, cioè circa la metà di quello della nostra Via Lattea.
Appartiene alla classe di luminosità II-III e presenta una larga riga a 21 cm dell'idrogeno neutro.

## Gruppo di NGC 134
NGC 115 fa parte del Gruppo di NGC 134 che comprende le galassie NGC 115, NGC 131, NGC 134, NGC 148, NGC 150, PGC 2000, IC 1555 e PGC 2044.
Le galassie ESO 410-18 e IC 1554 menzionate nell'articolo di A.M. Garcia corrispondono rispettivamente a PGC 2044 e a PGC 2000. Secondo Seligman, PGC 2000 non corrisponde IC 1554 che è un oggetto perduto o inesistente.